# Eisenbahnunfall von Katongola
Bei dem Eisenbahnunfall von Katongola entgleiste am 22. April 2014 in der Provinz Katanga in der Demokratischen Republik Kongo ein Güterzug, auf dem auch eine große Zahl Schwarzfahrer reisten. Der Unfall ereignete sich in der Nähe der Katongola-Brücke. Die Quellenlage über die Zahl der getöteten Reisenden ist unklar, die Angaben schwanken zwischen 48 und 100. Die Zahl der Verletzten wird auf über 150 geschätzt.

## Ausgangslage
Der Zug der SNCC fuhr von Kamina in der Provinz Katanga in nördlicher Richtung nach Mwene-Ditu in der Provinz Kasaï-Oriental. Die beiden Lokomotiven waren neu und zogen 19 Güterwagen. Im Zug und auf den Dächern der Wagen reisten auch mehrere hundert blinder Passagiere.

Die Eisenbahninfrastruktur der Demokratischen Republik Kongo ist in einem schlechten Zustand. Das Streckennetz wurde im Wesentlichen in der belgischen Kolonialzeit errichtet. Nach 1960 gab es nur wenige Investitionen, trotz wiederholter finanzieller Unterstützung durch die Weltbank. Korruption, mangelhafte Wartung, Geldmangel, schlecht ausgebildetes Personal etc. haben zu einem langsamen Verfall der Infrastruktur geführt. Es wird berichtet, dass die Bahnmitarbeiter teilweise Monate auf ihre Bezahlung warten müssen. Viele Reisende kaufen Fahrkarten auf dem schwarzen Markt, der über unterbezahlte Mitarbeiter versorgt wird, oder sie springen einfach als Schwarzfahrer auf Züge. Bei dem letzten großen Eisenbahnunfall in der DR Kongo, dem Eisenbahnunfall von Benaleka, starben über 100 Reisende und ca. 220 wurden verletzt. 

## Unfallhergang
Augenzeugen berichteten, dass der Zug mit überhöhter Geschwindigkeit unterwegs war. Angeblich fuhr er mit 60 km/h an einer Stelle, für die nur 40 km/h zugelassen waren. Der Zug entgleiste auf offener Strecke zwischen 10:00 und 11:00 Uhr Ortszeit (9:00–10:00 MEZ) etwa 65 Kilometer nördlich von Kamina, wo die Bahnstrecke in einem Bogen auf eine Flussbrücke führt und wenig später den Ort Katongola erreicht. Die beiden Lokomotiven und 15 der 19 Wagen entgleisten. Regierungssprecher Lambert Mende vermutete ein technisches Versagen der Lokomotive.

## Folgen
Die berichtete Zahl der Toten schwankt, was bei der Quellensituation und unmittelbar nach einem Unfall nicht ungewöhnlich ist:
- Die lokale Zeitung „Congo Indépendant“, die sich auf offizielle Mitteilungen von sechs Hilfsorganisationen beruft, spricht von mindestens 350 Toten.[5] Es wird behauptet, dass die Regierung die Zahl der Opfer absichtlich nach unten ändern würde.
- Ein Mitglied der Nichtregierungsorganisation Justicia, das den Unfallort aufsuchte, berichtete von etwa 100 Leichen (24. April 2014).[6]
- Die Frankfurter Rundschau vom 29. April 2014 berichtet von 74 Toten.[7]
- Von 69 Toten berichtet Reuters[2], nennt zugleich aber noch die Zahl 56.
- von mindestens 63 Toten berichtet die BBC[8][3]
- und von 60 Toten wurde unmittelbar nach dem Unfall (24. April 2014) berichtet.[9]
- Die Zahl 57 wurde ebenfalls genannt.[3]
- Die Regierung gab 48 Tote als „endgültige“ Zahl an (25. April 2014).[1][10]

Eine hohe Zahl von Menschen wurde darüber hinaus verletzt, wobei hier die Zahlen nicht so sehr schwanken:
- Die Regierung gab 160 Verletzte – 12 davon schwer verletzt – als endgültige Zahl an (25. April 2014).[1]
- Die „Congo Indépendant“ spricht am 25. April 2014 von 161 Verletzten.[5]
- 162 Verletzte nennt „StarAfrica“ am 25. April 2014.[10]

Rettungskräfte benötigten angeblich mehrere Stunden, um die Unfallstelle zu erreichen. Die Armee schickte einen schweren Kran, um unter den Zugtrümmern eingeklemmte Personen zu bergen.